# Албена
Вижте пояснителната страница за други значения на Албена.
Албена е ваканционно селище на Черно море, разположено в Североизточна България. Намира се в община Балчик, област Добрич. То е открито официално на 24 август 1969 година. Стопанисва се от една от най-големите туристически компании в България – „Албена“ АД, публично търгувано дружество на Българска фондова борса.
Според Националния статистически институт, към 2020 година комплексът разполага с 9283 легла в 22 места за настаняване, броят на нощувките е 347 хиляди, а на пренощувалите – 71 хиляди души.
То е със статут на селищно образувание (с национално значение), считано от 1 февруари 2005 г.
Полуостров Албена на остров Брабант в Антарктика е наименуван в чест на курорта Албена.

## История
Курортът е основан през 1966 г. Новият курорт, съгласно решение на Изпълнителния комитет на Окръжния народен съвет – Толбухин, е именуван „Албена“, на едноименното произведение на писателя Йордан Йовков, писано в началото на 20 век. Строителството на почивни домове започва още през 1966 г., но първоначално през 1967 г. като временни жилища за туристи са конструирани бунгала, в които първите туристи са няколко чехословашки студентки. Курортът е официално открит на 14 март 1967 в присъствието на секретаря на БЗНС и председател на Президиума на Народното събрание на НРБ Георги Трайков, първия секретар на ЦК на БКП и председател на Министерския съвет на НРБ Тодор Живков. През 1974 г. е увеличена територията на курорта с построяването на ресторант извън сградите на почивните домове. През периода 1970 – 1989 в курорта са гости много чужди държавни и партийни ръководители, които са на официални посещения в НР България; курортът е посетен от Леонид Брежнев, Индира Ганди, Фидел Кастро, Юмжагийн Цеденбал, Жамбийн Батмунх, Николае Чаушеску, Думаагийн Содном, Саддам Хюсеин, Матьо Кереку, Таха Ясин Рамадан, Андреас Гавриелидис, Егор Лигачов и мн. др. Към 1989 г. „Албена“ е най-модерният туристически курорт на НРБ.

## География
Албена се намира в землището на с. Оброчище, на 8 километра от град Балчик, на 30 километра от градовете Добрич и Варна, на 500 километра североизточно от столицата на България София. Плажната ивица е с дължина 5 км и ширина 150 метра. Само на 10 километра от Албена се намира Ботаническата градина в Балчик, съдържаща уникални растения, както и архитектурно-парковият комплекс Дворецът, който е резиденция на румънската кралица Мария в началото на 20 век. Албена е разположена в близост и до резервата Балтата, който представлява лонгозна гора край река Батова.

## Обучение
През 1992 г. в Албена започва обучение по хотелски мениджмънт, въз основа на което през 1999 г. е открито висше училище с името Международен колеж със специалности в областта на туризма. Училището развива нови специалности в сферата на туризма, икономиката и ИТ, променя статута и името си на Висше училище по мениджмънт с кампуси във Варна и Добрич, и учебен център в София.

## Зелена мисия
„Зелената“ мисия на ваканционно селище Албена е неизменна част от неговата философия. Целта е всички превозни средства за вътрешен транспорт в комплекса да бъдат екологични.
В сила на територията на Албена са обособени няколко зони за паркиране на автомобилите. В близост до плажа и парковете не се допуска паркирането, създадени са нови пешеходни и велозони, на разположение на гостите е безплатен електрически транспорт и ескалатор, свързващ парковата зона с плажа.

## Санаториуми в Албена
Специализираната болница по рехабилитация „Медика Албена“ ползва минералната вода в Албена, която оказва положително влияние при справянето с болести на дихателните пътища, опорно-двигателната, нервната и ендокринната системи, сърдечносъдови заболявания, вторични анемии, гинекологични и кожни заболявания. Лечението се извършва чрез балнеопроцедури на открито в басейни с минерална вода и вани с минерална вода, перлени вани, подводен душов масаж, инхалации и различни иригации, апитерапия с продукти от пчелен мед, кинезитерапия, електро- и фотолечение, парафинолечение, калолечение. Част от предлаганите процедури са с лечебна кал от Тузлата.

### Минерални води
Минералните извори в Албена са с температура до 30 °C и общ дебит 1031 л/мин. Водата е слабоминерализирана (0,614 г/л), натриево-магнезиево-хидрокарбонатна, с леко алкална реакция (рН 7,4) и съдържание на окисляеми серни съединения 2 мг/л и флуор 0,3 мг в л. Минералните води са бистри, безцветни, с обща водна твърдост 17 немски градуса, но с приятни питейно-вкусови качества.

## Европейски курорт на спорта
В края на 2018 година Албена е избрана за европейски курорт на спорта. Предлага се възможност за практикуване на повече от четиридесет спорта за хора от всички възрасти.
Пет европейски шампионата са част от програмата за 2019 г., която стартира още в началото на април: Европейско първенство по тенис на маса за глухонеми, UEFA U-17 шампионат за девойки, Първенство по тенис на корт на железопътните компании в Европа, Европейски шампионат по хокей на трева за юноши до 16 години, Европейско първенство по петанк.

## Аквапарк „Аквамания“
През юни 2015 г. в курорта е открит най-модерният аквапарк в България – „Аквамания“, с площ от 30 декара.